# Предко Сергій
Сергі́й Предко (нар. 25 квітня 1988, Червоноград, Львівська область) — український футболіст.

## Біографія
Мати Сергія вирушила до Італії на заробітки. Через деякий час вона забрала туди й 10-річного сина. Гру хлопця на вулиці випадково побачили тренери-селекціонери клубу «Брешія» і запросили в юнацьку команду. Пізніше Сергій опинився у клубі Серії А «Торіно». У Турині Предко провів два сезони (2006—2007). У матчах основної команди юнак на поле не виходив, але кілька разів потрапляв в заявки на поєдинки.
Не маючи ігрової практики в «Торіно», Сергій послухав свого агента і перейшов в команду Серії С1 (на той момент) «Про Сесто». У 2008 році намагався потрапити в молодіжну збірну України, але ані ФФУ, ані тренери команди не звернули на нього уваги. На початку 2009 року побував в оренді у «Кавезе». У сезоні 2010/11 років грав за «Новезе», а сезон 2011/2012 провів у команді «Асті». Наразі перебуває в пошуках клубу.